# Fazel Ahmad Manawi
Fazel Ahmad Manawi ist ein afghanischer Politiker. Er war bei der Parlamentswahl in Afghanistan 2010 Vorsitzender der Unabhängigen Wahlkommission Afghanistans (IEC).